# Castelluccio dei Sauri
Castelluccio dei Sauri là một đô thị thuộc tỉnh Foggia trong vùng des Puglia của Ý. Đô thị này có diện tích 51 km², dân số 1950 người.
Đô thị này giáp với các đô thị sau: Ascoli Satriano, Bovino, Deliceto, Foggia, Orsara di Puglia, Troia.